# Droga wojewódzka nr 310

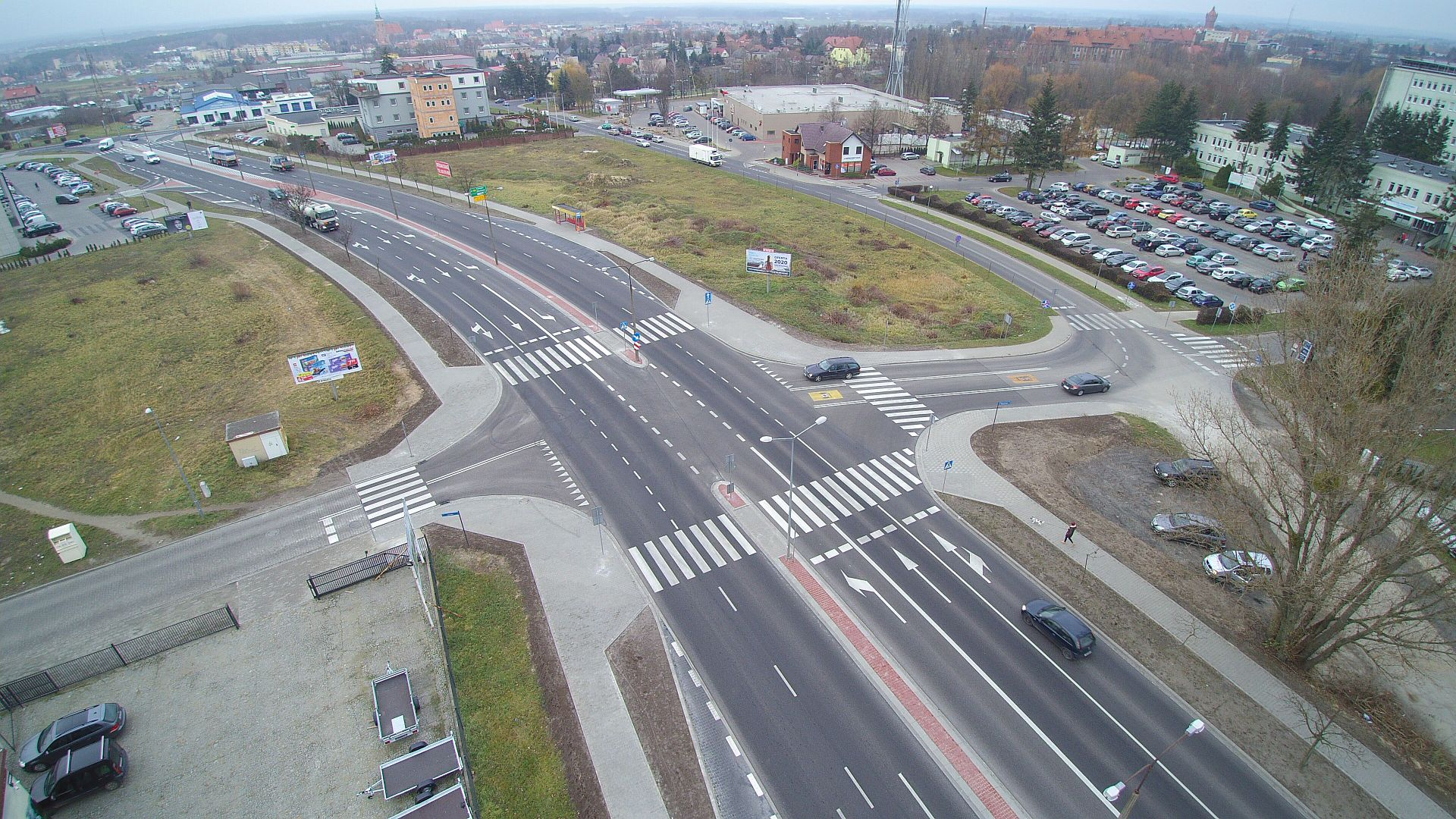
W Śremie (za WZDW)

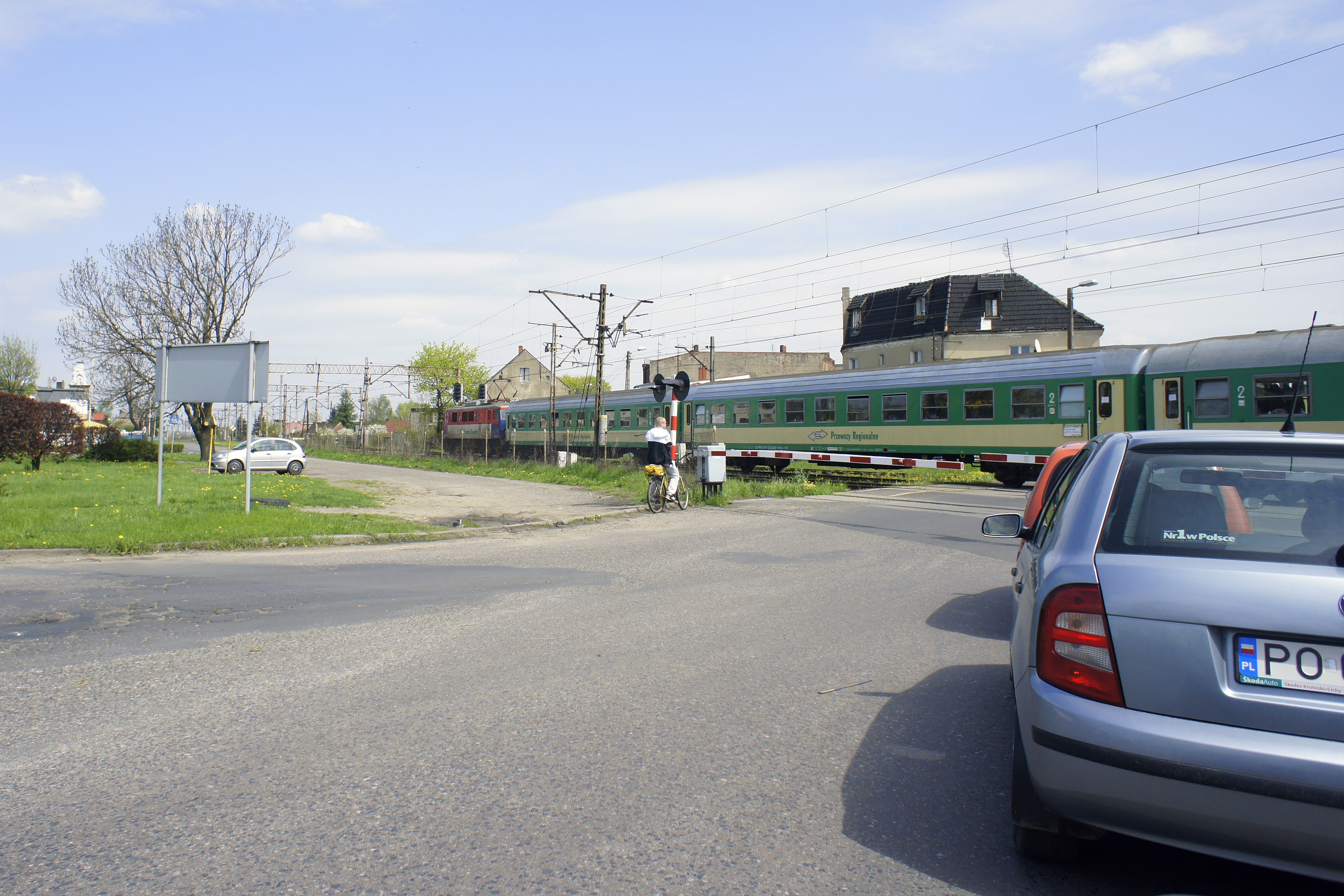
Przejazd kolejowy w Czempiniu

Droga wojewódzka nr 310 (DW310) – droga wojewódzka w środkowej części woj. wielkopolskiego o długości 25 km. Droga przebiega przez 2 powiaty: śremski (gminy: Śrem, Brodnica), kościański (gmina: Czempiń) oraz przez miasta Śrem i Czempiń. W maju 2020 roku na stronach Wielkopolskiego Zarządu Dróg Wojewódzkich oraz na OpenStreetMap droga wydłużona została do węzła "Czempiń" na drodze ekspresowej S5.

## Miejscowości leżące przy trasie DW310

### Powiat kościański
- Głuchowo (gmina Czempiń)
- Piechanin (gmina Czempiń)
- Czempiń (siedziba gminy Czempiń, w mieście znajduje się skrzyżowanie z drogami lokalnymi do Starego Gołębina i Poznania oraz Racotu)

### Powiat śremski
- Szołdry (gmina Brodnica, we wsi znajduje się skrzyżowanie z drogą lokalną do Grzybna, zabytkiem jest dwór)
- Chaławy (gmina Brodnica, we wsi znajduje się skrzyżowanie z drogą lokalną do Brodnicy, zabytkiem jest dwór)
- Kopyta (gmina Brodnica)
- Grabianowo (gmina Brodnica, we wsi znajduje się skrzyżowanie z drogą lokalną do Poznania przez Brodnicę i Mosinę, zabytkiem jest dwór)
- Pucołowo (gmina Śrem, we wsi znajduje się skrzyżowanie z drogą lokalną do Krzyżanowa)
- Manieczki (gmina Brodnica, we wsi znajduje się skrzyżowanie z drogami lokalnymi do Przylepek oraz do Błociszewa przez Krzyżanowo, zabytkiem jest dwór - siedziba muzeum oraz kaplica)
- Szymanowo (gmina Śrem)
- Psarskie (we wsi znajduje się skrzyżowanie z drogą lokalną do Brodnicy przez Jaszkowo, zabytkami są: dwór, park krajobrazowy oraz aleja Platanowa)
- Śrem (miasto będące siedzibą powiatu śremskiego i gminy Śrem, zabytkami są rynek, ratusz, kościół Najświętszej Marii Panny Wniebowziętej, plebania przy Farnej, gimnazjum (obecnie Liceum Ogólnokształcące), zespół pofranciszkański, Kościół Św. Ducha, wieża ciśnień, kamienice, budynek Gimnazjum nr 2, landratura, budynek Starostwa Powiatowego, zespół klasztorny Klarysek)